# Tastrup
Tastrup település Németországban, Schleswig-Holstein tartományban. Lakosainak száma 385 fő (2022. december 31.). Tastrup Hürup és Freienwill községekkel határos.

## Népesség
A település népességének változása:
| Lakosok száma | 344  | 420  | 417  | 395  | 385  |
|               | 1975 | 2017 | 2019 | 2021 | 2022 |